# 石の民俗資料館
石の民俗資料館（いしのみんぞくしりょうかん）は、香川県高松市牟礼町にある市営の博物館。

## 概要
庵治石をはじめとする石の歴史と文化を紹介する施設で、1995年（平成7年）3月20日に開館した。
1996年（平成8年）12月20日には、同館が収蔵する牟礼・庵治の石工用具（791点）が国の重要有形民俗文化財に指定されている。

## 主な展示物
- 庵治石の歴史
- 機械化以前の石工の仕事風景

## 利用情報
- 開館時間―9:00～17:00 （入館は16:30 まで）
- 休館日―月曜日（祝日の場合は翌日）、年末年始（12/29 ～1/3 ）
- 入館料―大人200円、高校生以下は無料
- 特別展示室―国の重要文化財の展示も可能な完全密閉式の展示ケースを完備した多目的展示室。二分割することも可能で貸室制度もある。
- ミュージアムショップ―宝石・貴石・化石を中心に、地元庵治石を使った小物も販売している。

## 所在地
- 〒761-0121 香川県高松市牟礼町牟礼1810

## 交通アクセス
- 高松琴平電気鉄道志度線「八栗駅」下車 徒歩15分

## 周辺情報
- 八栗寺
- ジョージナカシマ記念館
- イサム・ノグチ庭園美術館